# 市场街 (旧金山)

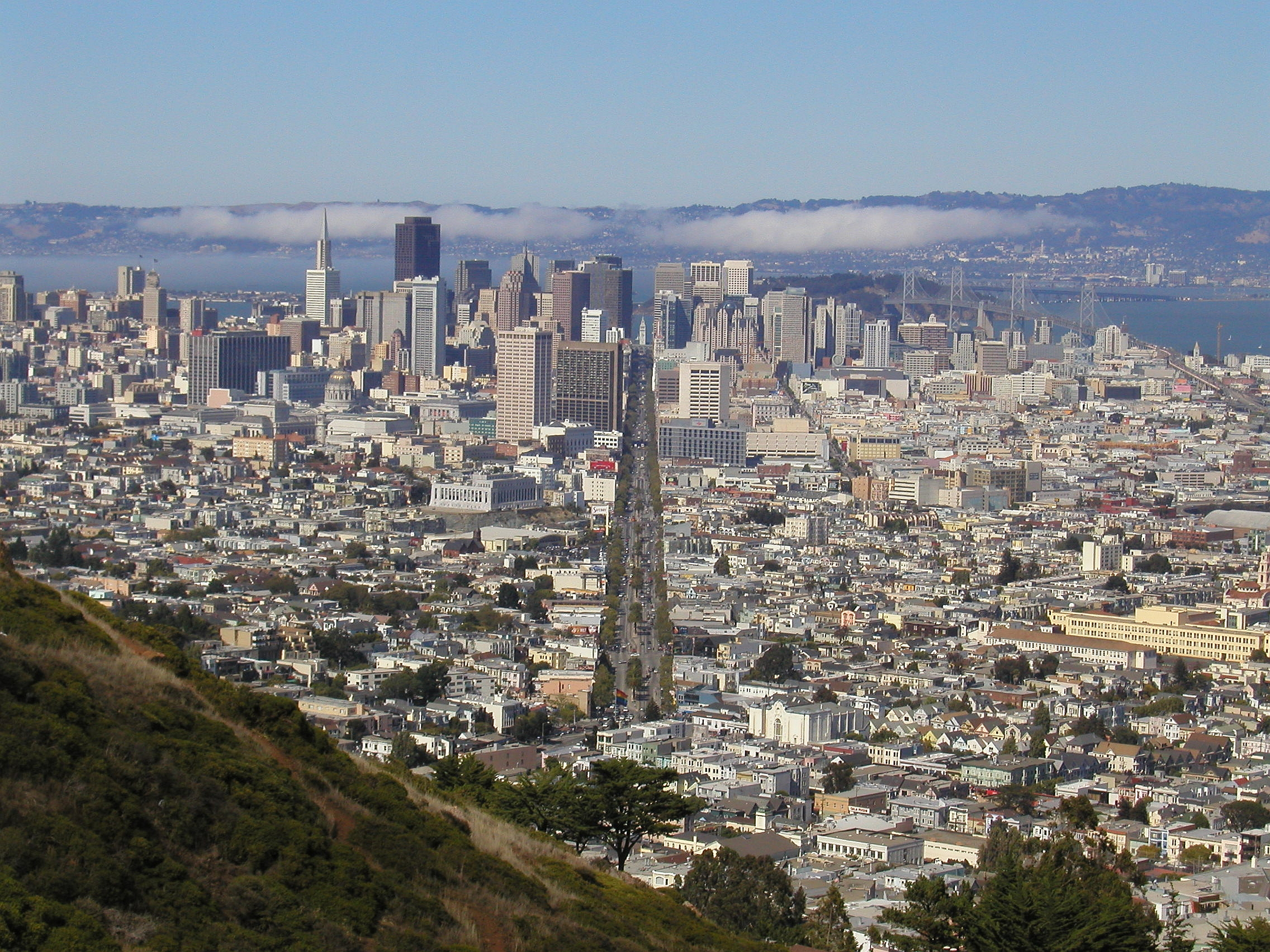
从双峰看市场街

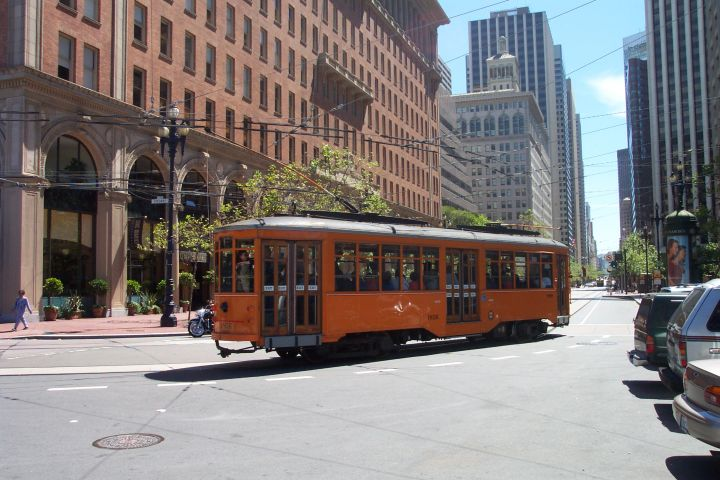
一辆电车在渡轮大厦前经过市场街

市场街（英語：Market Street）是美国加利福尼亞州旧金山的一条重要街道。它开始于城市东北边缘渡轮大厦（Ferry Building）前的内河码头（Embarcadero），向西南穿过下城，经过市政中心（Civic Center）和卡斯特罗区，在双峰（Twin Peaks）街区与科贝特大道（Corbett Avenue）交汇。从这里继续向前，就变成 Portola Drive ，直到旧金山西南区的尽头。
市场街是旧金山市的主要交通动脉，历史悠久的电车和巴士都在街上运行，地下建有雙層的市場街地鐵和數座島式疊式月台車站，供灣區捷運（BART；下層）和舊金山輕軌（MUNI；上層）通行，路面纜車（叮噹車）已经不再通过市场街，目前纜車系統在市場街與加利福尼亚街路口（內河碼頭地鐵站）、市場街與跑華街路口（跑華街地鐵站）各設有一座終點站。
由于市场街是旧金山的一条轴线，沿線商店、辦公大樓雲集，因此常與纽约的第五大道、百老汇或巴黎的香榭丽舍大街互相比較。
2009年9月29日起，私人汽车从第六街向东到渡轮大厦受到限制。